# Austrocylindropuntia subulata
Austrocylindropuntia subulata là một loài thực vật có hoa trong họ Cactaceae. Loài này được (Muehlenpf.) Backeb. mô tả khoa học đầu tiên năm 1939.

## Hình ảnh

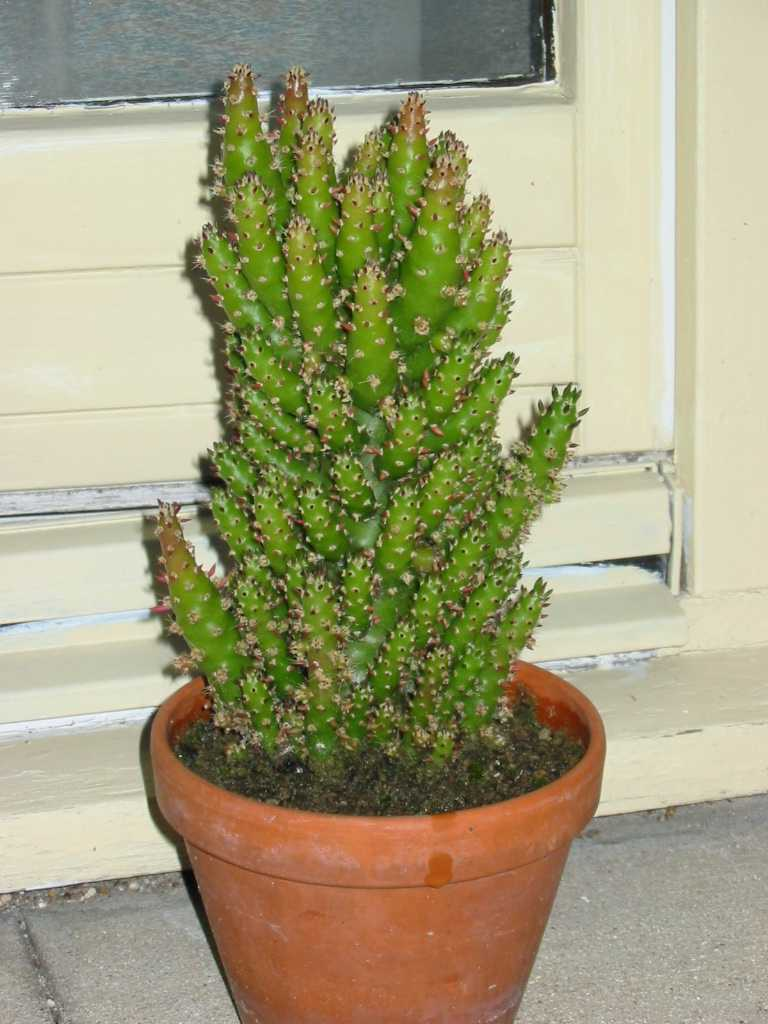
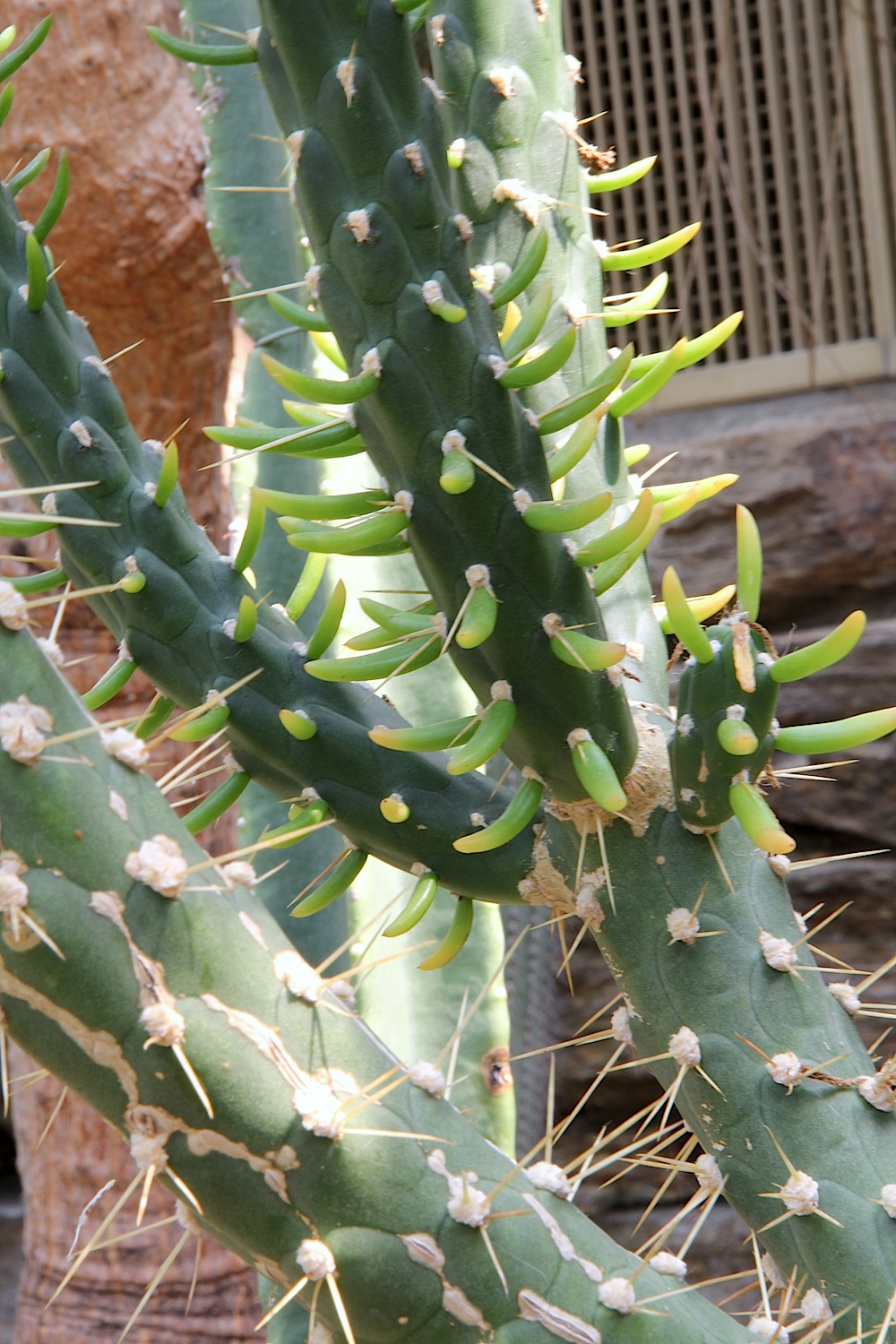
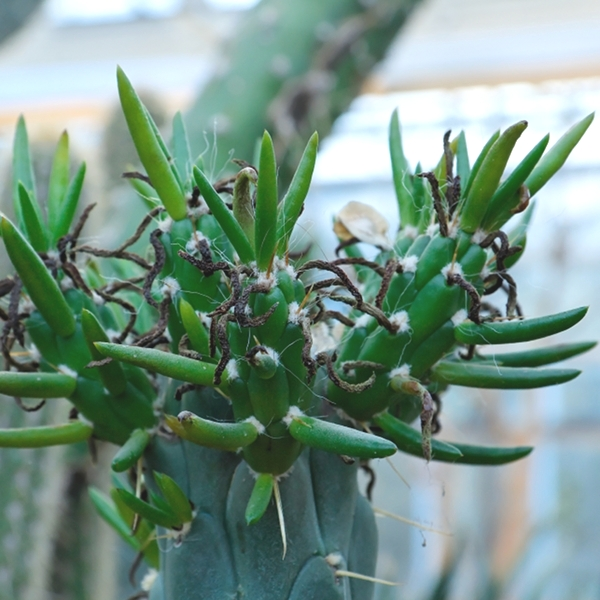
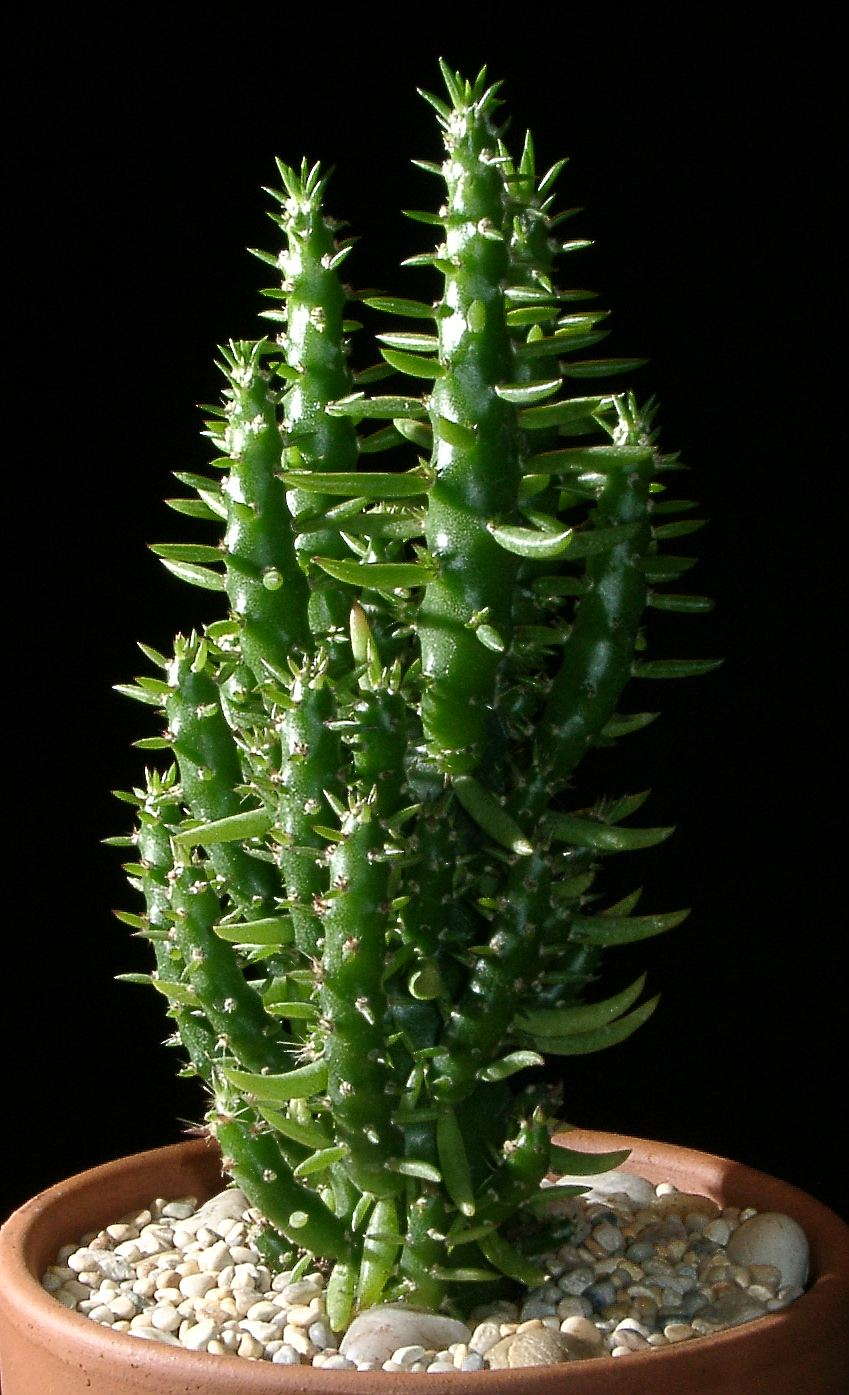